# Hydroglyphus amamiensis
Hydroglyphus amamiensis is een keversoort uit de familie waterroofkevers (Dytiscidae). De wetenschappelijke naam van de soort is voor het eerst geldig gepubliceerd in 1961 door Satô.